# Стрельба из лука на летних Олимпийских играх 1904 — командное первенство (женщины)
Соревнования по стрельба из лука в командном первенстве среди женщин на летних Олимпийских играх 1904 прошли 21 сентября. Приняли участие шесть спортсменок из одной страны, разделившиеся на две команды.

## Призёры
| Золото                                                            | Серебро                     | Бронза |
| США Лора Вудрафф · Джесси Поллок · Луиза Тейлор · Матильда Хауэлл | США Эмма Кук · Мэйбл Тейлор | —      |

## Соревнование
| Место | Спортсмен                                                      | Результат  |
| ----- | -------------------------------------------------------------- | ---------- |
| 1     | США Лора Вудрафф, Джесси Поллок, Луиза Тейлор, Матильда Хауэлл | Неизвестен |
| 2     | США Эмма Кук, Мэйбл Тейлор                                     | Неизвестен |